# 睪丸匕首
睪丸匕首（Bollock dagger），匕首之一種，約出現於12世紀－13世紀之間，因其護手上兩顆球狀物貌似男性之生殖器官睪丸而得名。

## 簡介
中世紀時期，此一武器為男性所專用，為擁有騎士身分之人所配戴。劍柄有兩種類型，一種是球狀護手與柄一體成形，另一種則是以金屬製圓盤接在護手之兩側而成形。球狀物最初之功用為擋下敵人之攻擊，而後漸漸失去其實用性。